# Otto Geiss (Politiker)
Otto Konrad Geiss (* 16. Januar 1903 in Vadenrod; † 7. Juni 1962 ebenda) war ein hessischer Politiker (NSDAP) und ehemaliger Abgeordneter des Landtags des Volksstaates Hessen in der Weimarer Republik.

## Familie und Beruf
Otto Geiss, der evangelischer Konfession war, war der Sohn des Landwirts Friedrich Geiss und dessen Frau Luise, geborene Stein. Er war mit Ida, geborene Weiß, verheiratet. Er arbeitete als Landwirt in Vadenrod.

## Politik
Otto Geiss trat zum 1. Juli 1928 der NSDAP bei (Mitgliedsnummer 91.660) und gehörte 1931 bis 1933 dem Landtag an.